# Kevina jama
Kevina jama je kraška jama pri vasi Radošić v obćini Lećevica v zaledju Dalmacije, približno 30 km oddaljena od Splita. Je eden od najbolj znanih izmed petdesetih doslej raziskanih speleoloških objektov na širšem območju zaledja Kozjaka. Čeprav je bila jama raziskava že v začetku dvajsetega stoletja, je svojo »priljubljenost« v medijih pridobila zaradi številnih člankov in zgodb o ljudeh, ki so bili vanjo vrženi med drugo svetovno vojno. Jama je nedaleč od ceste Split-Kaštel Stari-Drniš, tik ob križišču za vas Radošič, približno deset metrov severozahodno od križišča, to je neposredno ob severni strani ceste za Radošić.
Profesor na Veliki realki v Splitu Umberto Girometta je raziskoval številne votline in jame na področju srednje Dalmacije. V »Glasniku Geografskog društva« v Beogradu (Girometta, 1923) je o Kevinovi jami na strani 100 zapisal: »Lijakasta odprtina vodi v navpično in 35 metrov globoko cev. Pri tej globini preide v veliko polkrožno dvorano. V sredini jame, točno pod odprtino cevi, se dviga 10 m visok stožec, sestavljen iz rdeče gline, kamenja s površja in materiala s stranic cevi. Tu in tam so opazni na tleh ogromni bloki stropa, dvignejo pa se tudi posamezni stožci iz rdeče zemlje, ki ustvarjajo zvok pri stropu. Robovi polkrožne votline so globoko razjedeni. Tu je obilo jamskega blata.Jama je globoka 60 metrov.«
Jama je znana po tem, da so verjetno med drugo svetovno vojno partizani ubijali in vanjo metali osebe, ki so sodelovale s sovražnikom ali pa so bile le njihovi politični nasprotniki. Po nekaterih nepotrjenih pričevanjih se je praksa nadaljevala tudi v nekaj povojnih letih, ko je komunistični režim Kevino jamo še naprej uporabljal za obračunavanje z disidenti. Natančno število žrtev do danes ni bilo ugotvoljeno in niso bile izvedene nobene ekshumacije. Februarja 2017 je bilo v jami opravljeno preskusno sondiranje, pri katerem so jamo očistili min in razstreliva ter je bil potrjen obstoj posmrtnih ostankov, katerih ekshumacija se po izjavi Ministrstva za hrvaške veterane načrtuje, ko bodo izpolnjeni vsi tehnični pogoji za izvedbo.
Od razpada SFR Jugoslavije so svojci oseb, za katere je znano ali se domneva, da so bili vrženi v Kevino jamo, kraj označili s ploščo in križem, mesto pa je sčasoma postalo spomin na žrtve komunističnega terorja v srednji Dalmacijit. Leta 015 je bil objavljen zapis Filomene Filke Ratković o smrti njenega očeta Vladimirja Stude in večje skupine drugih civilistov z območja Kaštel Novega, ki aj bi jih pobili septembra 1943 pobili lokalni protifašsti zaradi obtožb o sodelovanju z italijanskim okupatorjem.
22. avgusta 2015, na Evropski dan spomina na žrtve vseh totalitarnih in avtoritarnih režimov, je pri Kevini jami potekala županijska komemoracija, na kateri je govoril splitsko-dalmatinski podžupan Luka Brčić.